# Kladruby, Strakonice
Kladruby là một làng thuộc huyện Strakonice, vùng Jihočeský, Cộng hòa Séc.